# Cima di Bo
A Cima di Bo ou Monte Bo (em Piemontês Mont Bò)  é uma montanha dos Alpes Peninos. Situa-se na Itália é a segunda mais alta montanha da província de Biella após o Monte Mars.

## Classificação SOIUSA
De acordo com a classificação alpina SOIUSA (International Standardized Mountain Subdivision of the Alps) esta montanha é classificada como:
- grande parte = Alpes Ocidentais
- grande setor = Alpes Ocidentais-Norte
- secção = Alpes Peninos
- subsecção = Alpes de Biella e Cusiane
- supergrupo = Alpes de Biella
- grupo = cordilheira Monte Bo-Barone
- subgrupo = serrania Bo-Cravile-Monticchio
- código = I/B-9.IV-A.2.b

## Imagens

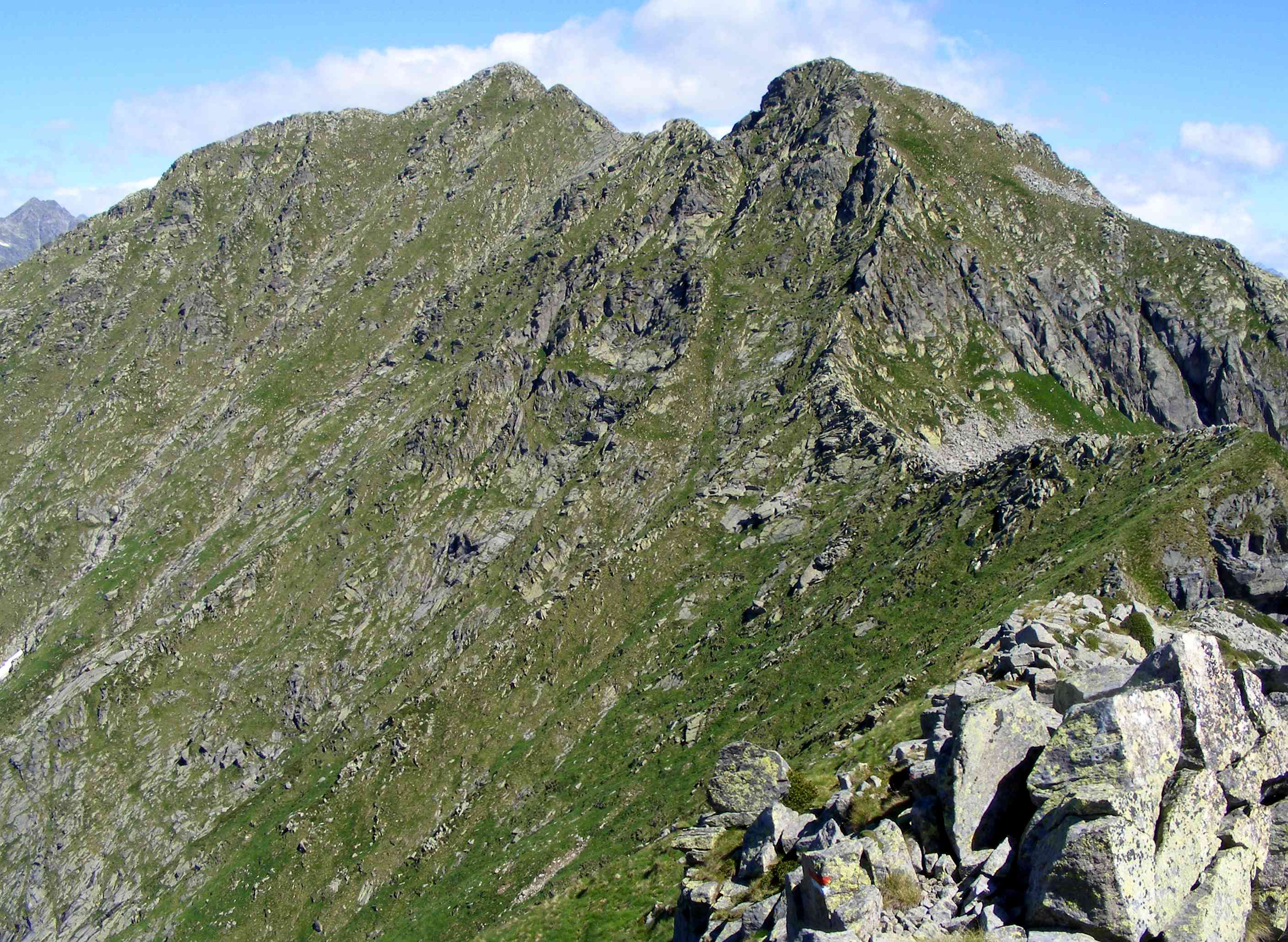
O Bo visto a partir da punta del Cravile
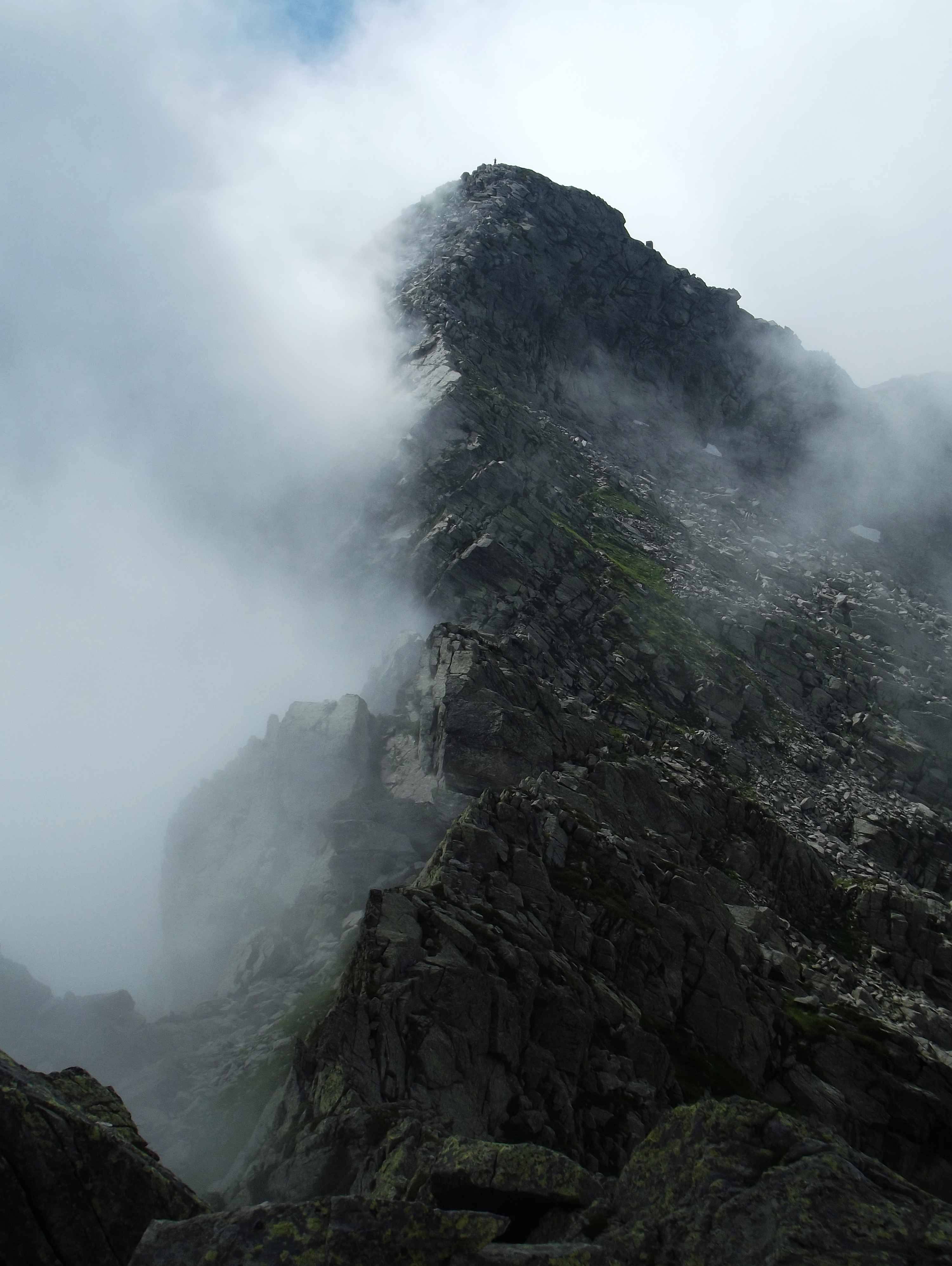
Serrania norte
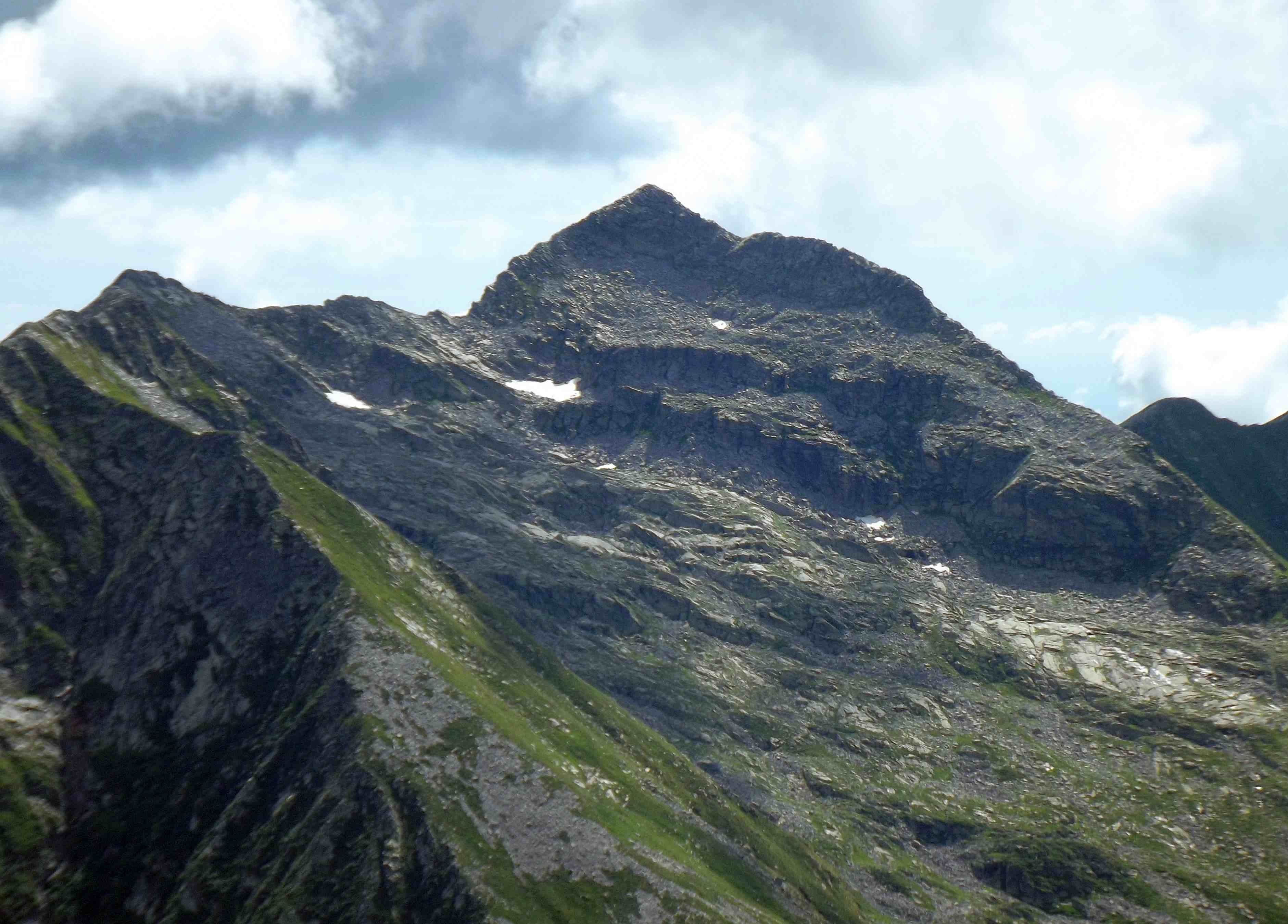
O Bo visto a partir da punta Lazoney